# Xã Groveland, Quận LaSalle, Illinois
Xã Groveland (tiếng Anh: Groveland Township) là một xã thuộc quận LaSalle, tiểu bang Illinois, Hoa Kỳ. Năm 2010, dân số của xã này là 628 người.